# Mobulu M'Futi
Mobulu M'Futi (Kinshasa, 28 agosto 1981) è un ex calciatore congolese (Repubblica Democratica del Congo) naturalizzato svizzero, di ruolo attaccante.